# Ка Франчоне (Римини)
Ка Франчоне је насеље у Италији у округу Римини, региону Емилија-Ромања.
Према процени из 2011. у насељу је живело 32 становника. Насеље се налази на надморској висини од 42 м.